# Jadwiga Grodzka
Jadwiga Grodzka, z domu Cuevas (ur. 21 września 1905 w Łęczycy, zm. 17 listopada 1990) – nauczycielka polska, regionalistka, organizatorka i kierownik muzeum na Zamku Kazimierzowskim w Łęczycy.

## Życiorys
Była najstarszą z czterech córek Konstantego i Jadwigi z Cybulskich, właścicieli Hotelu Polskiego w Łęczycy; ojciec był z pochodzenia Hiszpanem. Początkowo pobierała nauki w domu u prywatnych nauczycieli, w 1923 uzyskała świadectwo dojrzałości w Gimnazjum Żeńskim Magistratu Miasta Łęczycy i podjęła naukę na Wydziale Filozoficznym Uniwersytetu Jagiellońskiego (polonistyka, romanistyka, historia sztuki). Uczelnia skierowała ją na uzupełniające studia na uniwersytecie w Dijon, gdzie uzyskała dyplom uprawniający do nauczania języka i literatury francuskiej. Po powrocie do Krakowa kontynuowała studia na Uniwersytecie Jagiellońskim, które ukończyła bez dyplomu magistra. Z pozytywnym wynikiem złożyła natomiast egzaminy w Studium Pedagogicznym, uprawniające do nauczania języka polskiego na poziomie szkoły średniej.
Od 1930 była nauczycielką języka polskiego w Gimnazjum im. Adama Mickiewicza w Łęczycy, od 1934 pracowała w Gimnazjum Humanistycznym im. Stanisława Staszica w Zgierzu, gdzie obok języka polskiego uczyła łaciny. Po zamknięciu szkoły przez Niemców w 1940 powróciła do Łęczycy i pracowała w restauracji Hotelu Polskiego, przejętej przez łotewskiego Niemca Lamka (Lamkego). Uczestniczyła w tajnym nauczaniu. W marcu 1945 ponownie została polonistką w łęczyckiej szkole średniej. Uzupełniała zarazem wykształcenie na Wydziale Historii Sztuki Uniwersytecie Łódzkim, a w 1950 otrzymała stopień magistra polonistyki, nadany na podstawie egzaminów nauczycielskich sprzed wojny i publikacji naukowych.
Pracę pedagogiczną w Łęczycy kontynuowała do emerytury w 1973. W 1952 została nauczycielką języka polskiego w Liceum Pedagogicznym, a w 1966 nauczycielką języka francuskiego w Technikum Łączności. Przepracowała w zawodzie nauczycielskim 43 lata. Była również aktywna na innych polach - od podstaw organizowała muzeum na Zamku Kazimierzowskim, była w nim pierwszym kustoszem (od 1948) i kierownikiem. Zasłużyła się dla odbudowy zamku, uczestniczyła także w renowacji kolegiaty w Tumie. Badała twórczość ludową regionu łęczyckiego, której poświęciła szereg publikacji. Przez dwie kadencje zasiadała w Miejskiej Radzie Narodowej w Łęczycy (w tym przez jedną kadencję w Prezydium Rady). Należała do grona współzałożycieli łęczyckiego oddziału Towarzystwa Naukowego Płockiego. 
Zmarła w wieku 85 lat i została pochowana w grobowcu rodzinnym na cmentarzu rzymskokatolickim w Łęczycy. Była odznaczona m.in. Krzyżem Kawalerskim Orderu Odrodzenia Polski i Złotym Krzyżem Zasługi. Na Zamku Kazimierzowskim w Łęczycy odsłonięto poświęconą jej tablicę pamiątkową. Imię Grodzkiej otrzymała jedna z ulic Łęczycy oraz Zespół Szkół Zawodowych nr 2 (w 2005).
We wspomnieniach uczniów zapisała się jako nauczycielka, która „posiadała nie tylko rozległą wiedzę humanistyczną, ale miała umiejętność jej przekazywania” (Wojciech Dźwinacki, lekarz). „Niewysoka, szczupła, naturalna blondynka o nieprzeciętnej urodzie. Znakomita polonistka, wymagająca, czasem oschła i ironiczna” (prof. Tadeusz Gałamon, chemik). „Ukazywała młodzieży powojennej w Łęczycy piękno języka polskiego i piękno polskiej i obcej literatury. Z całą głębią znajomości przekazywała rzetelnie zawartą w niej prawdę, patriotyzm i religijność” (J. Sobczak, ksiądz katolicki). „Jej lekcje były rozmową przyjaciół o wielkiej literaturze ojczystej XIX i początków XX wieku (...) Wychowała kilkadziesiąt roczników uczniów, którzy nigdy o swej Profesorce nie zapomnieli... Odwiedzali Ją uczniowie, nawet ci mieszkający za granicą. Cieszyła się z tych wizyt ogromnie, przyjmowała swych uczniów serdecznie i radośnie, z dumą pokazywała liczne listy ze wszystkich kontynentów” (Władysław Zarachowicz, adwokat).